# Cui de la Patagònia
El cui de la Patagònia (Microcavia australis), conegut localment com a cuy, cuye o apereá, és una espècie de rosegador de la família dels càvids que habita extenses àrees de l'Argentina, Bolívia i Xile. El nom cuy també s'aplica a altres rosegadors de la mateixa família, especialment a Cavia porcellus, que té una distribució geogràfica més àmplia. El nom específic australis significa ‘austral’ en llatí.